# AJ Michalka
AJ Michalka, pseudonimo di Amanda Joy Michalka (Torrance, 10 aprile 1991), è un'attrice e cantante statunitense.
Assieme alla sorella Aly Michalka forma il duo Aly & AJ.

## Biografia
Amanda Joy Michalka è nata il 10 aprile 1991 a Torrance, in California. AJ (ovvero Amanda Joy) iniziò a suonare il pianoforte quando aveva quattro anni e imparò a suonare la chitarra nella prima adolescenza. Inoltre studiò recitazione all'età 9 anni e a soli 11 anni ottenne il suo primo ruolo. Amanda ha partecipato a vari film e show, quali ad esempio Oliver Beene, The Guardian e Six Feet Under. Insieme alla sorella Aly appare nel film Grosso guaio a River City, distribuito il 26 marzo 2006. Sempre con la sorella Aly forma il duo Aly & AJ. Assieme nel gennaio 2005 pubblicano la cover Do You Believe in Magic e il loro primo albuom Into the Rush, di cui viene commercializzata anche l'edizione speciale Into the Rush (Deluxe Edition), contenente il singolo inedito Chermicals React. Molte loro canzoni sono diventate colonne sonore di importanti film Disney come Ice Princess - Un sogno sul ghiaccio e Herbie - Il super Maggiolino.

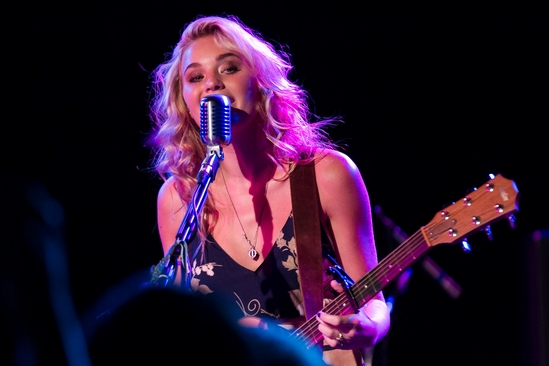
AJ Michalka nel giugno 2013

Nel 2006 Aly & AJ pubblicano il video On the Ride, contenente il primo concerto dal vivo e inserti speciali. In seguito pubblicano l'album natalizio Acoustic Hearts of Winter, da cui viene estratto il singolo Greatest Time of Year. Nel 2007 Aly & AJ pubblicano l'album Insomniatic, accompagnato dal singolo Potential Breakup Song. Il secondo singolo estratto dall'album è Like Whoa, utilizzato anche come colonna sonora dal film di Disney Channel Gli esploratori del tempo. Nel 2010 prende parte al film Amabili resti nel ruolo di Clarissa. Inoltre prende parte al film Un anno da ricordare (Secretariat), uscito negli Stati Uniti l'8 ottobre 2010, e a Super 8, diretto da J. J. Abrams e prodotto da Steven Spielberg, in cui interpreta Jen Kaznyk. Sempre nel 2010 AJ incide il brano principale della colonna sonora del film Un anno da ricordare, It's Who You Are.
Nel 2011 partecipa a Hellcats, affiancando sua sorella Aly, che nella serie televisiva interpreta la protagonista, Marti. Le due sorelle appaiono anche nella colonna sonora cantando alcune canzoni originali. Nel 2012 è protagonista del video musicale di Slash Gotten, insieme a Adam Levine. A partire dal 2013 interpreta il ruolo di Lainey Lewis nella sit-com statunitense The Goldbergs, personaggio che sarà ricorrente per tutta la serie e che avrà un ruolo principale nello spin-off Schooled, in onda a partire dal 2019.

## Discografia parziale

### Discografia con Aly & AJ
- 2005 – Into the Rush
- 2006 – Acoustic Hearts of Winter
- 2007 – Insomniatic
- 2017 – Ten Years
- 2019 – Sanctuary
- 2021 – A Touch of the Beat Gets You Up on Your Feet Gets You Out and Then Into the Sun
- 2023 – With Love From

### Discografia solista

#### Album
- 2013 - Grace Unplugged
- 2017 - Steven Universe Soundtrack: Vol. 1
- 2017 - The Goldbergs Mixtape

#### Singoli
- 2010 - It's Who You Are
- 2013 - All I've Ever Needed
- 2013 - Desert Song
- 2013 - You Never Let Go
- 2013 - Misunderstood
- 2017 - Here Comes a Thought ft. Estelle
- 2017 - Tom Sawyer ft. Hayley Orrantia
- 2017 - Eternal Flame ft. Hayley Orrantia
- 2017 - Walking on Sunshine ft. Hayley Orrantia

## Filmografia

### Cinema
- Amabili resti (The Lovely Bones), regia di Peter Jackson (2009)
- Un anno da ricordare (Secretariat), regia di Randall Wallace (2010)
- Super 8, regia di J. J. Abrams (2011)
- Grace Unplugged, regia di Brad Silverman (2013)
- Weepah Way for Now, regia di Stephen Ringer (2015)
- Luce dei miei occhi (Apple of My Eye), regia di Castille Landon (2017)
- Support the Girls, regia di Andrew Bujalski (2018)

### Televisione
- Passions – soap opera, episodio 1x725 (2002)
- Birds of Prey – serie TV, episodio 1x01 (2002)
- The Guardian – serie TV, 15 episodi (2002-2004)
- Oliver Beene – serie TV, 9 episodi (2003-2004)
- General Hospital – soap opera, episodi 1x10520, 1x10521, 1x10525 (2004)
- Six Feet Under – serie TV, episodio 4x03 (2004)
- Grosso guaio a River City (Cow Bells), regia di Francine McDougall – film TV (2006)
- My Super Sweet 16: The Movie, regia di Neema Barnette – film TV (2007)
- Hellcats – serie TV, 3 episodi (2011)
- The Goldbergs – serie TV (2013-in corso)
- Silicon Valley – serie TV, episodio 1x07 (2014)
- Motive – serie TV, episodio 2x05 (2014)
- Schooled – serie TV, 34 episodi (2019-2020)
- Ray Donovan: The Movie, regia di David Hollander - film TV (2022)
- The Good Doctor - serie TV, episodio 5x09 (2022)

### Doppiaggio
- Stevonnie in Steven Universe
- Catra in She-Ra e le principesse guerriere

### Programmi televisivi
- Punk'd (2007)
- Aly & AJ: Sister Act (2007)
- Cupcake Wars (2016)
- Disney Family Singalong (2020)

### Video musicali
- Gotten di Slash ft. Adam Levine (2012)

## Doppiatrici italiane
Nelle versioni in italiano dei suoi lavori, AJ Michalka è stata doppiata da:
- Alessia Amendola in Super 8, Grosso guaio a River City, Hellcats, The Goldbergs
- Domitilla D'Amico in Amabili resti
- Chiara Gioncardi in Un anno da ricordare
- Gemma Donati in Motive

Da doppiatrice è sostituita da:
- Veronica Puccio in Steven Universe
- Rossa Caputo in She-Ra e le principesse guerriere